# Sphaerocephalus kurdicus
Sphaerocephalus kurdicus là một loài rêu trong họ Aulacomniaceae. Loài này được Boiss. & Hausskn. mô tả khoa học đầu tiên năm 1891. Danh pháp khoa học của loài này chưa được làm sáng tỏ. 